# Khúc biến tấu ánh trăng
Khúc biến tấu ánh trăng (giản thể: 月光变奏曲; bính âm: Yuèguāng biànzòuqǔ; Hán Việt: Nguyệt quang biến tấu khúc; tên tiếng Anh: Moonlight), là một bộ phim truyền hình Trung Quốc với sự tham gia của Ngu Thư Hân và Đinh Vũ Hề. Phim được chuyển thể từ tiểu thuyết cùng tên của tác giả Thanh Mỗi, và lên sóng vào ngày 20 tháng 5 năm 2021 lúc 20:00 (CST) trên iQIYI.

## Nội dung
Vừa tốt nghiệp đại học, Sơ Lễ (Ngu Thư Hân) đem theo hoài bão và nhiệt huyết với công việc xuất bản mà bước vào cuộc sống, thành công vào làm tại tòa soạn Nguyên Nguyệt - nơi mà cô luôn ước ao gia nhập. Sơ Lễ một lòng kiên trì theo đuổi ước mơ của bản thân mặc cho những biến động của tòa soạn và khó khăn trong công việc. Cuối cùng, cô trở thành biên tập viên hàng đầu và còn có một tình yêu đẹp với tác giả đại thần Trú Xuyên (Đinh Vũ Hề), một người toàn tài nhưng lại "độc miệng," rất thích châm chọc Sơ Lễ.

## Diễn viên

### Diễn viên chính
- Ngu Thư Hân vai Sơ Lễ

Một biên tập viên nhiệt huyết vừa mới tốt nghiệp đại học. Dù bị hiện thực của ngành xuất bản làm cho chấn động, thế nhưng cô vẫn sở hữu lòng yêu nghề khó ai sánh kịp và sẵn sàng đấu tranh vì các tác phẩm chân chính.
- Đinh Vũ Hề vai Trú Xuyên

Tiểu thuyết gia nổi tiếng được đồn thổi rằng tính cách vô cùng ôn hoà, và vẫn thường được gọi là: Xuyên công tử dịu dàng như ngọc. Tuy nhiên, chỉ những người trong ngành mới biết được bộ mặt thật của anh.
- Dương Sĩ Trạch vai Giang Dữ Thành

Một tác giả đang rơi vào tình trạng mất ý tưởng sáng tác trong việc viết lách. Người anh em tốt cùng chung chí hướng của Trú Xuyên, nhưng đồng thời cũng cùng nhau đối chọi.
- Mã Ngâm Ngâm vai Cố Bạch Chỉ

Chức trưởng khách hàng tinh anh tinh xảo có quyết đoán, cũng là người mặt lạnh tâm nhiệt đánh cờ trong tình yêu.

### Diễn viên phụ

#### Tòa soạn Nguyên Nguyệt
- Vương Đinh vai Vu Diêu
- Tần Bái vai Hạ Lão Sư
- Chu Vĩnh Đằng vai Lương Xung Lãng
- Châu Phác vai Lão Miêu
- Hà Hân Lâm vai Sách Hằng
- Hoa Đồng vai A Tượng
- Cảnh Như Dương vai Đỗ Niểu Niểu

#### Người nhà của Sơ Lễ và Trú Xuyên
- Hạ Vân Khánh vai Trú Cố Tuyên (Ba của Trú Xuyên)
- Châu Linh vai Mẹ của Trú Xuyên
- Điền Diểu vai Mẹ của Sơ Lễ
- Lý Hồng Quyền vai Ba của Sơ Lễ

#### Khác
- Diệp Tiêu Vĩ vai Vân Phi
- Hùng Ngọc Đình vai Tống Hi
- Tôn Ca Lộ vai Kiển Nương Nương
- Đổng Khả Phi vai Hà Mã
- Tưởng Dục Vĩ vai Nana
- Lý Dịch Trạch vai La Văn
- Vương Tử Quân vai Lý Duy

## Nhạc phim
| STT | Nhan đề                     | Phổ lời    | Phổ nhạc | Nghệ sĩ     | Thời lượng |
| --- | --------------------------- | ---------- | -------- | ----------- | ---------- |
| 1.  | "Sơ Lễ Đến Rồi (初礼来了)"  | Đoàn Tư Tư | Đàm Toàn | Ngu Thư Hân | 4:25       |
| 2.  | "Nựu Nựu (Niu Niu)"         | Lưu Sướng  | Tăng Đế  | Song Sênh   | 3:32       |
| 3.  | "Áng Thơ Vô Tâm (无心之诗)" | Đoàn Tư Tư | Đàm Toàn | Đinh Vũ Hề  | 4:02       |
| 4.  | "Mờ Nhạt (晕海)"            | Đoàn Tư Tư | Đàm Toàn | Trương Viễn | 4:06       |
| 5.  | "Máy Bay Giấy (纸飞机)"     | Lưu Sướng  | Đàm Toàn | Kim Mân Kỳ  | 4:45       |
| 6.  | "Ngày Địa Cực (极昼)"       | Lưu Sướng  | Đàm Toàn | Mã Tư Huệ   | 3:54       |

## Sản xuất
Bộ phim bắt đầu ghi hình tại Tô Châu vào ngày 26 tháng 9 năm 2020, và đóng máy vào ngày 6 tháng 1 năm 2021.

## Tiếp nhận
Khúc biến tấu ánh trăng nhận được nhiều đánh giá tính cực từ khán giả với tính cách nhân vật hợp lý, sát nguyên tác, cũng như diễn xuất ăn ý của dàn diễn viên. Trong thời gian phát sóng, bộ phim cũng nhiều lần đứng đầu các bảng xếp hạng nhiệt độ của Guduo, Maoyan, Yunhe, Weibo, v.v.